# قلعه تپه ابهر
قلعه تپه ابهر مربوط به دوران‌های تاریخی پس از اسلام است و در ابهر، خیابان خلیل طهماسبی، روبروی شبکه بهداشتی واقع شده و این اثر در تاریخ ۷ مهر ۱۳۸۱ با شمارهٔ ثبت ۶۱۷۰ به‌عنوان یکی از آثار ملی ایران به ثبت رسیده است.
دژ تپه ابهر: این تپه تاریخی درون شهر ابهر قرار دارد. یکی از تپه‌های تاریخی مهم بخش ابهررود نامیده می‌شود. دژ تپه ابهر دو بار مورد کاوش باستانشناسی قرار گرفته، کهن‌ترین لایه استقراری دژ تپه به دوره مفرغ (حدود ۵۰۰۰ سال پیش) می‌رسد. این دژ تاریخی افزون بر آثار دوره مفرغ دارای آثاری از دوره‌های آهن، اشکانی و دوران اسلامی است.